# Jonathan Mason

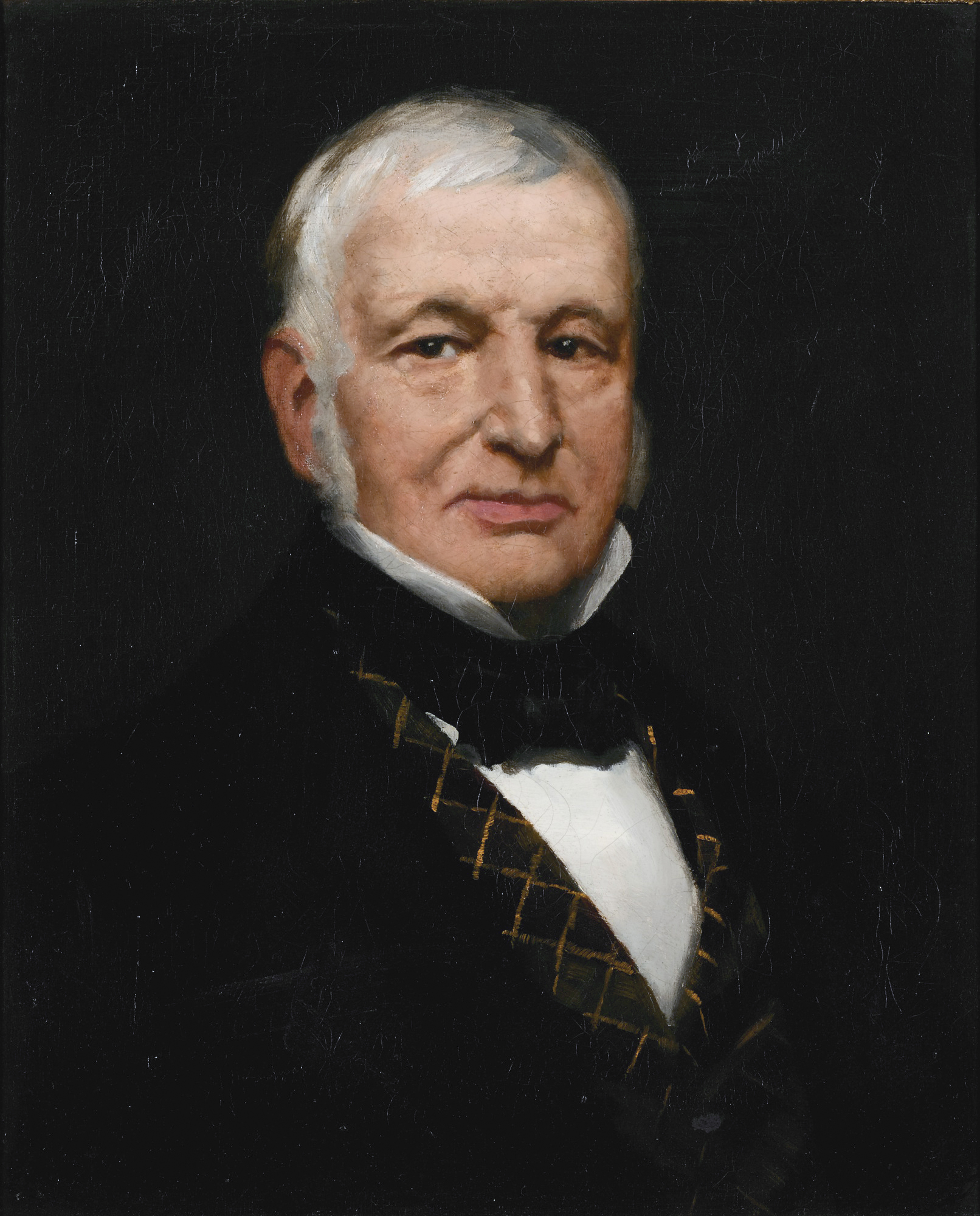
Jonathan Mason

Jonathan Mason (* 12. September 1756 in Boston, Province of Massachusetts Bay; † 1. November 1831 ebenda) war ein US-amerikanischer Politiker (Föderalistische Partei), der den Bundesstaat Massachusetts in beiden Kammern des Kongresses vertrat.
Nach dem Besuch der Boston Latin School setzte Jonathan Mason seine Ausbildung am College of New Jersey, der späteren Princeton University, fort und machte dort 1774 seinen Abschluss. Danach studierte er die Rechtswissenschaften, wurde 1779 in die Anwaltskammer aufgenommen und begann in Boston zu praktizieren.
Sein erstes politisches Mandat übte Mason zwischen 1786 und 1796 als Abgeordneter im Repräsentantenhaus von Massachusetts aus. Von 1797 bis 1798 gehörte er dem Beratergremium (Governor's Council) von  Gouverneur Increase Sumner an; zwischen 1799 und 1800 war er Staatssenator.
Nach dem Rücktritt von US-Senator Benjamin Goodhue wurde Mason zu dessen Nachfolger gewählt. Er übte dieses Amt vom 14. November 1800 bis zum 3. März 1803 aus, arbeitete danach wieder als Anwalt und betätigte sich erneut als Staatspolitiker im Senat (1803–1804) sowie im Repräsentantenhaus (1805–1808). Am 4. März 1817 kehrte er nach seiner Wahl ins Repräsentantenhaus der Vereinigten Staaten noch einmal nach Washington, D.C. zurück; dieses Mandat legte er am 15. Mai 1820 nieder, um wieder seinem Beruf als Jurist nachzugehen.